# Dorus Nijland
Dorotheus Magdalenus "Dorus" Nijland (26 de fevereiro de 1880 — 13 de dezembro de 1968) foi um ciclista holandês.
Competiu representando os Países Baixos em seis provas de ciclismo de pista nos Jogos Olímpicos de Verão de 1908, disputadas na cidade de Londres.